# 利尔斯塔尔
利尔斯塔尔是德国莱茵兰-普法尔茨州的一个市镇。总面积5.26平方公里，总人口199人，其中男性99人，女性100人（2011年12月31日），人口密度38人/平方公里。